# Стуки, Пол
Но́эль Пол Сту́ки (англ. Noel Paul Stookey; род. 30 декабря 1937 года, Балтимор, Мэриленд, США) — американский певец, автор песен и гитарист, бывший участник фолк-трио Peter, Paul and Mary, в котором был известен как «Пол». На протяжении всей жизни он также известен под своим именем Ноэль. Стуки продолжает карьеру певца и общественного деятеля, на сцене выступает как сольный исполнитель и иногда с Питером Ярроу.

## Биография

### Ранние годы
Ноэль Пол Стуки родился 30 декабря 1937 года в Балтиморе. Когда ему было 12 лет, его семья переехала в Бирмингем, штат Мичиган, где в 1955-м он закончил среднюю школу. Стуки является выпускником Университета штата Мичиган в Ист-Лансинге, штат Мичиган. Во время учёбы там он присоединился к братству Delta Upsilon. Хотя Стуки приписывает своему творчеству глубокую духовную основу, он опровергает сообщения о том, что родился буддистом, заявляя, что его мать была католичкой, а отец — бывшим мормоном, и что он помнит, как в детстве с семьёй посещал церковь. По заверениям Пола, до 30 лет у него не было настоящего духовного чувства.

### Peter, Paul and Mary
Ноэль Стуки участвовал в одном из самых известных ансамблей американского фолк-ривайвла 1960-х годов Peter, Paul and Mary — трио, в котором он выступал в роли Пола. Некоторые свои сольные песни и сложные монологи он включил в номера и записи группы.
Помимо записей с трио, Стуки выпустил ряд сольных работ, несколько альбомов с ансамблем Bodyworks и несколько антологий. Он был крупным исполнителем некогда молодого музыкального движения Jesus music, которое позже переросло в христианскую музыкальную индустрию, хотя его в целом либеральные политические взгляды отличали его от многих других подобных артистов.
В 1986 году в Техасе Стуки вместе с Джимом Ньютоном, Полом Хиллом и Денни Бушаром объединился в команду Celebration Shop. Компания, ныне известная как Hugworks, использует оригинальные музыкальные композиции в качестве музыкальной терапии, предназначенной для детей, в этом нуждающихся. Она выпустила три отмеченных наградами детских компакт-диска, которые применяются в больницах, медицинских лагерях и других медучреждениях по всей Америке.
В 2000 году Стоки получил премию Мемориала Кейт Вольф (Kate Wolf Memorial Award) от Всемирной ассоциации народной музыки (World Folk Music Association).

### После Peter, Paul and Mary
Ноэль был членом Peter, Paul and Mary до самой смерти Мэри Трэверс в сентябре 2009 года. После распада трио его дальнейшее творчество стало заострять внимание на христианской вере, семейной жизни, социальных проблемах. Он по-прежнему активен в музыкальной индустрии, выступает сольно, а также иногда с Питером Ярроу.
В 2000 году Ноэль и его дочь Элизабет Стуки Сунде основали некоммерческую организацию Music to Life, деятельность которой основывается на историческом наследии сознательного использования музыки социальными движениями для обучения, вербовки и мобилизации. Music to Life (или M2L) вдыхает новую жизнь в музыку, чтобы ответить на вызовы современного мира и усилить роль, которую артисты-активисты могут играть в ускорении социальных изменений. Music to Life понимает сложность и разнообразие современных музыкальных жанров. Они сочетают эти знания с мультимедийными технологиями и методами программирования для создания уникального музыкального опыта, который усиливает послание организации, стимулирует взаимодействие с целью и даёт возможность артистам-активистам быть в авангарде социальных изменений.
В январе 2011 года Стуки принял участие в нескольких мероприятиях в Дартмутском колледже, приуроченных ко Дню Мартина Лютера Кинга. Среди мероприятий, посвящённых жизни Кинга, было в том числе и такое, как «Музыка для социальных изменений с Ноэлем Полом Стуки и компанией» (Music for Social Change with Noel Paul Stookey and Company).

### Композиции
Самая известная композиция Стуки — "Wedding Song (There Is Love)", которая в 1971 году вошла в хит-парад и до сих пор пользуется популярностью во время исполнения на свадьбах. Ноэль написал песню в качестве свадебного подарка для Питера Ярроу и отказывался выступать с ней перед публикой, пока Ярроу не попросил исполнить её на концерте, на котором присутствовала его жена. Стуки передал авторские права на эту песню Public Domain Foundation (PDF), некоммерческой организации 501(c)3, которая обеспечивает создание и продвижение музыки, влияющей на социальные изменения (music for social change, сокр. M4SC).
Имея более 1,5 миллиона долларов для благотворительных организаций по всему миру, PDF способствовал созданию M4SC через конкурс Music to Life (M2L) и другие образовательные, развлекательные и информационные мероприятия.
Ноэль также является продюсером альбомов нескольких менее известных авторов-исполнителей, в том числе Дэйва Маллетта и Гордона Бока. Он был основателем звукозаписывающей компании Neworld Multimedia.

## Личная жизнь
В 1963 году Ноэль Пол Стуки женился на Элизабет «Бетти» Бэннард. У них есть три дочери. Поначалу семья проживала в городке Блу-Хилл, штат Мэн. Воспитав детей, пара несколько лет провела в Массачусетсе, так как Бетти служила капелланом в школе Нортфилд-Маунт-Хермон (Northfield Mount Hermon School). В 2005 году они вернулись в Мэн. Изначально Стуки записывал свои сольные альбомы в своей частной студии — переоборудованном курятнике в собственном поместье в штате Мэн. Эта студия, известная как "The Henhouse", также стала отправной точкой для первых трансляций радиостанции WERU-FM, созданной в 1988 году.
Стуки является примерным христианином.

## Сольная дискография

### Синглы
| Время выхода | Название                           | Чарт        | Позиция | Чарт               | Позиция |
| ------------ | ---------------------------------- | ----------- | ------- | ------------------ | ------- |
| 31 июля 1971 | "The Wedding Song (There Is Love)" | Pop Singles | 24      | Adult Contemporary | 3       |

### Альбомы
| Год выпуска | Название                                                      | Примечания                                     | Лейбл              |
| ----------- | ------------------------------------------------------------- | ---------------------------------------------- | ------------------ |
| 2018        | something' special – a noel paul stookey holiday recollection |                                                | Neworld Multimedia |
| 2017        | Summerfallwinterspring                                        | мини-альбом из четырёх песен                   | Neworld Multimedia |
| 2015        | At Home: The Maine Tour                                       | DVD и CD                                       | Neworld Multimedia |
| 2012        | The Cabin Fever Waltz                                         | совм. с Bangor Symphony Orchestra, мини-альбом | Neworld Multimedia |
| 2012        | One & Many                                                    |                                                | Neworld Multimedia |
| 2012        | Cue the Moon                                                  | цифровой мини-альбом                           | Neworld Multimedia |
| 2012        | Capricious Bird                                               | цифровой мини-альбом                           | Neworld Multimedia |
| 2012        | One Voice and One Guitar                                      | цифровой мини-альбом                           | Neworld Multimedia |
| 2007        | Facets                                                        |                                                | Neworld Multimedia |
| 2004        | Virtual Party                                                 |                                                | Neworld Multimedia |
| 2002        | Circuit Rider                                                 | Ноэль Пол Стуки и Bodyworks, сборник           | Neworld Multimedia |
| 2001        | There Is Love (A Holiday Music Celebration)                   | с Майклом Келли Бланшаром                      | Neworld Multimedia |
| 1990        | In Love Beyond Our Lives                                      | Ноэль Пол Стуки и Bodyworks                    | Gold Castle        |
| 1985        | State of the Heart                                            | Ноэль Пол Стуки и Bodyworks                    | Newpax             |
| 1984        | There Is Love                                                 | антология                                      | Newpax             |
| 1982        | Wait'll You Hear This                                         | Ноэль Пол Стуки и Bodyworks                    | Newpax             |
| 1979        | Band & Bodyworks                                              | Ноэль Пол Стуки и Bodyworks                    | Neworld            |
| 1977        | Something New And Fresh                                       |                                                | Neworld            |
| 1977        | Real To Reel                                                  |                                                | Neworld            |
| 1973        | One Night Stand                                               |                                                | Warner Bros.       |
| 1971        | Paul And                                                      |                                                | Warner Bros        |
| 1954        | The Birds Fly Home (или The Birds of Paradise)                | бэнд из средней школы Ноэля Стуки              | Независимый выпуск |